# Бузько, Дмитрий Иванович
Дмитрий Иванович Бузько́ (укр. Дмитро Іванович Бузько, 1890 или 1891, Новомиргород, Херсонская губерния — 14 ноября 1937 или 1943, Одесса) — украинский советский прозаик и киносценарист.

## Биография
Родился в Новомиргороде в 1891 году, в семье священника. В 1897 году отец покончил жизнь самоубийством, а мать перебралась в глухую деревню в Николаевской губернии, где сначала работала учительницей, а вскоре вторично вышла замуж.
Учился в духовной школе, затем в Одесской духовной семинарии. В это время увлёкся национальными идеями. В 1904 году стал членом студенческого революционного кружка. Вёл пропагандистскую деятельность, принял участие в организации Всероссийской забастовки семинаристов, а 27 октября 1907 года был приговорён к каторге, которую заменили ссылкой в Сибирь. Бежал из ссылки за границу. Жил в Германии, Швейцарии, Италии, Бельгии, поступив в агрономический институт в Жамблу. С началом первой мировой войны перебрался в Лондон, а спустя год — в Швецию и Данию, где в 1915 году продолжил учёбу на сельскохозяйственном факультете Копенгагенского университета.
После Февральской революции, в 1917 году, вернулся в Россию. В Петрограде стал членом Северного обкома партии левых эсеров из группы «Земля и воля». Впоследствии на короткое время отправляется делегатом на фронт, оттуда — в Одессу, где преподавал в начальной школе. В 1918 году вышел из партии эсеров и переехал в Киев. Примкнул к петлюровцам, занимал дипломатическую должность в Министерстве иностранных дел УНР, но через год порвал с новым правительством.
Весной 1920 года стал сотрудником Одесского губернского ЧК, получил задание обнаружить логово лесного атамана Заболотного, который в течение трёх лет терроризировал население двух уездов, и вынудить того добровольно сдаться, или же заманить в западню и захватить силой. Задание было не только успешно выполнено, но и легло в основу первой автобиографической повести Бузько «Лесной зверь» (1923).
Затем переехал в Харьков, где полностью посвятил себя литературному творчеству и работе в кино. Работал редактором «Укркинофотообъединения» в Киеве и Харькове. Являлся членом литературного объединения украинских футуристов «Новая генерация» (1927—1931).
16 июля 1937 года на общем собрании Одесской организации Союза писателей в своём выступлении, высказываясь о борьбе за идею и идейных ошибках, обмолвился, что ошибаться могут все, даже сам «великий, мудрый Сталин»… На том же собрании «за контрреволюционное выступление» был исключён из Союза писателей, а 20 октября — арестован по обвинению в том, что «в 1918—1920 годах он занимал ряд должностей в петлюровских организациях, был участником националистической организации, вёл контрреволюционную агитацию на собраниях писателей…». 1 ноября 1937 года был приговорён тройкой НКВД к высшей мере наказания, а 14 ноября 1937 года — расстрелян. Точная дата смерти Дмитрия Бузько долгое время была неизвестна, так как на основании «Свидетельства о смерти», выданного в 1957 году, после реабилитации «за недоказанностью состава преступления», считалось, что он умер 18 апреля 1943 года «от крупозного воспаления лёгких».
Сразу же после ареста Бузько его книги были изъяты из обращения, и только в 1971 году в киевском издательстве «Дніпро» был издан однотомник его избранных произведений, а в 1991 году, в том же издательстве — сборник из двух романов «Чайка» и «Голяндия».

## Творчество
В 1924 году по сценарию Бузько, написанному на основе его повести, был снят один из первых украинских советских фильмов «Лесной зверь». Также являлся соавтором киносценариев к художественным фильмам «Макдональд» (1924) и «Тарас Шевченко» (1926). Его автобиографическая повесть «За решёткой» (укр. За ґратами, 1930) и социально-исторический роман «Чайка» (1929) вместе с повестью «Лесной зверь» — своеобразная автобиографическая трилогия. Написал также роман о революционных преобразованиях в украинском селе «Голяндия» (1929), хронику «Смерть Ивана Матвеевича» (1926), повести «Домны» (1930), «Из таёжного края» (1931), «Потомки храбрых» (1933), «Ядвига и Малка — полесские партизанки» (1936), сборник рассказов «На рассвете» (составлен в 1964).
Одно из известных прозаических произведений Бузько — его единственный научно-фантастический роман «Хрустальный край» (укр. «Кришталевий край», 1935; рус. пер. — 1935). В романе автор рассказывает о немецком учёном-химике Фрице Грубере, творце кристально чистого стекла с крепостью брони. Это изобретение, как и сам изобретатель, чуть было не погибло в капиталистической стране, и лишь после его переезда в Советский Союз эта технология получила достойную оценку, стала основой новой архитектуры и машиностроения, привела к созданию в СССР коммунистической утопии. Позже роман был фактически переписан Н. Дашкиевым (повесть «Хрустальные дороги», укр. «Кришталеві дороги», 1970).

## Произведения
- «Лесной зверь» (1923)
- «Смерть Ивана Матвеевича» (1926)
- «Чайка» (1929)
- «Голяндия» (1929)
- «За решёткой» (1930)
- «Домны» (1930)
- «Из таёжного края» (1931)
- «Потомки храбрых» (1933)
- «Хрустальный край» (1935)
- «Ядвига и Малка — полесские партизанки» (1936)
- «На рассвете» (сборник рассказов, 1964)